# Scarborough—Rouge Park
Pour les articles homonymes, voir Brampton.
Circonscription électorale fédérale du Canada
Scarborough—Rouge Park est une circonscription électorale fédérale en Ontario.

## Circonscription fédérale
Située au nord de Toronto, la circonscription consiste en une partie de la ville de Brampton dans la municipalité régionale de Peel.
Les circonscriptions limitrophes sont Scarborough-Nord, Scarborough—Guildwood,  Pickering—Uxbridge, Markham—Stouffville et Markham—Thornhill.  

### Résultats électoraux
|       | Candidat                | Parti        | # de voix | % des voix |
|       | Leslyn Lewis            | Conservateur | +13 587,  | 27,36 %    |
|       | (X) Gary Anandasangaree | Libéral      | +29 913,  | 60,24 %    |
|       | KM Shanthikumar         | NPD          | +05 145,  | 10,36 %    |
|       | Calvin Winter           | Vert         | +01 010,  | 2,03 %     |
| Total | Total                   | Total        | 49 655    | 100 %      |

### Historique
| Législature | Années       | Député | Député              | Parti   |
| --- | ------------ | ------ | ------------------- | ------- |
| Scarborough—Rouge Park issue d'une partie de Pickering—Scarborough-Est, Scarborough—Guildwood et Scarborough—Rouge River avant 2015 |              |        |                     |         |
| 42e | 2015–2019    |        | Gary Anandasangaree | Libéral |
| 43e | 2019–2021    |        | Gary Anandasangaree | Libéral |
| 44e | 2021–Présent |        | Gary Anandasangaree | Libéral |
| dissoute dans Scarborough–Guildwood–Rouge Park et Scarborough-Nord après 2025                                                       |              |        |                     |         |

## Circonscription provinciale
Depuis les élections provinciales ontariennes du 4 octobre 2007, l'ensemble des circonscriptions provinciales et des circonscriptions fédérales sont identiques.
1. ↑  Élections Canada, « Résultats Élection fédérale canadienne de 2021 », sur https://enr.elections.ca/ElectoralDistricts.aspx?lang=f (consulté le 19 février 2022)
2. ↑  Élections Canada, « Résultats Élection fédérale canadienne de 2019 », sur enr.elections.ca (consulté le 4 novembre 2019).